# Saint-Selve

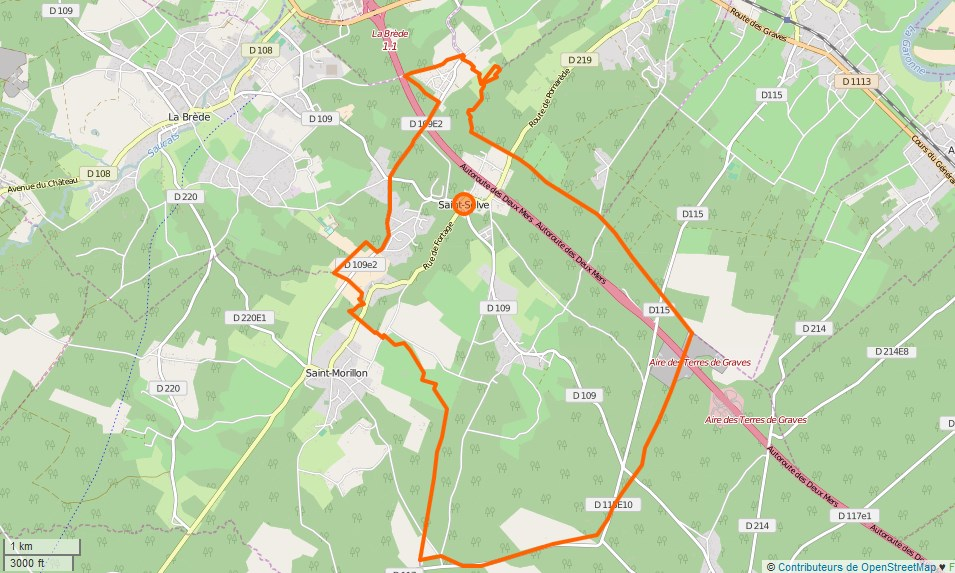
Gemeindegrenzen von Saint-Selve

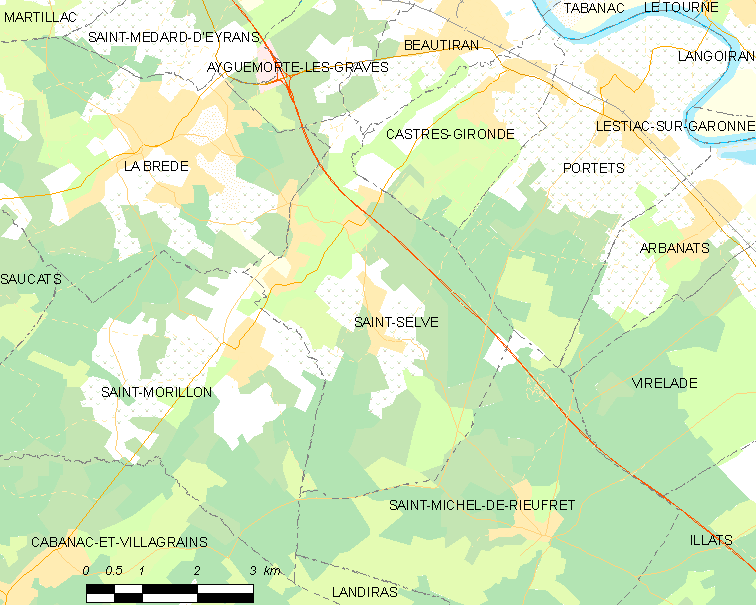
Umgebungskarte

 Saint-Selve  ist eine französische Gemeinde im Département Gironde in der Region Nouvelle-Aquitaine. Die Gemeinde liegt im näheren Einzugsgebiet der Stadt Bordeaux in unmittelbarer Nähe zur Autobahn A62 Bordeaux-Toulouse. Während Saint-Selve im Jahr 1962 über 661 Einwohner verfügte, zählt man aktuell 3668 Einwohner (Stand 1. Januar 2022).
Die Gemeinde gehört zum Kanton La Brède im Arrondissement Bordeaux.

## Bevölkerungsentwicklung
| Jahr                       | 1962 | 1968 | 1975 | 1982 | 1990 | 1999 | 2011 | 2017 |
| Einwohner                  | 661  | 717  | 789  | 969  | 1324 | 1632 | 2171 | 3026 |
| Quellen: Cassini und INSEE |      |      |      |      |      |      |      |      |

## Weinbau
Saint-Selve ist ein Weinbauort in der Weinbauregion Graves und wird vom Fluss Gat-Mort durchquert.

## Weblinks

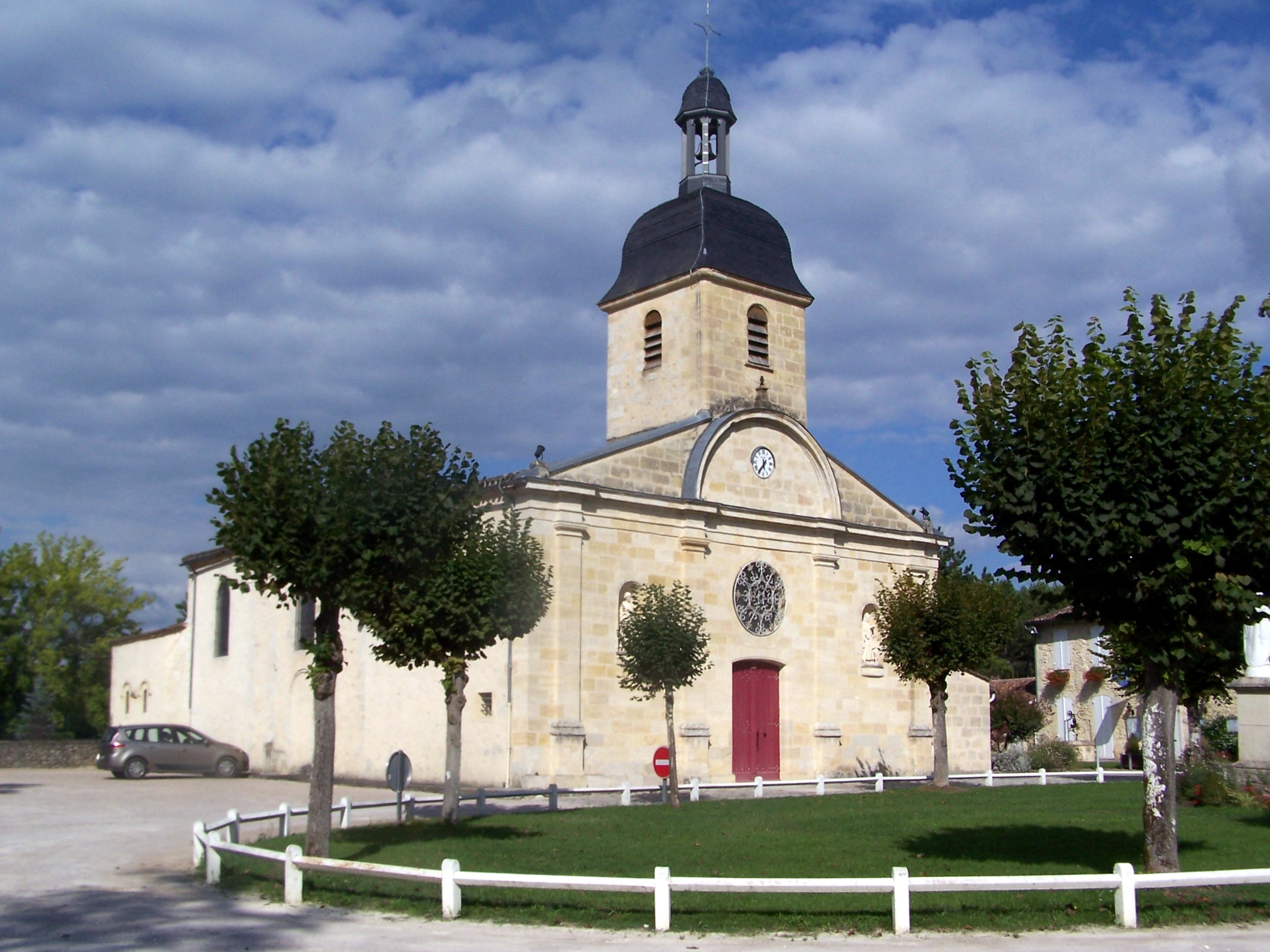
Kirche Saint-Sévère

## Sehenswürdigkeiten
- Kirche Saint-Sévère